# Danielle Stewart
Danielle Stewart, född den 29 juli 1981 i Brisbane, är en australisk softbollspelare.
Hon tog OS-brons vid de olympiska softboll-turneringarna vid olympiska sommarspelen 2008 i Peking.